# 蘭州拉麺

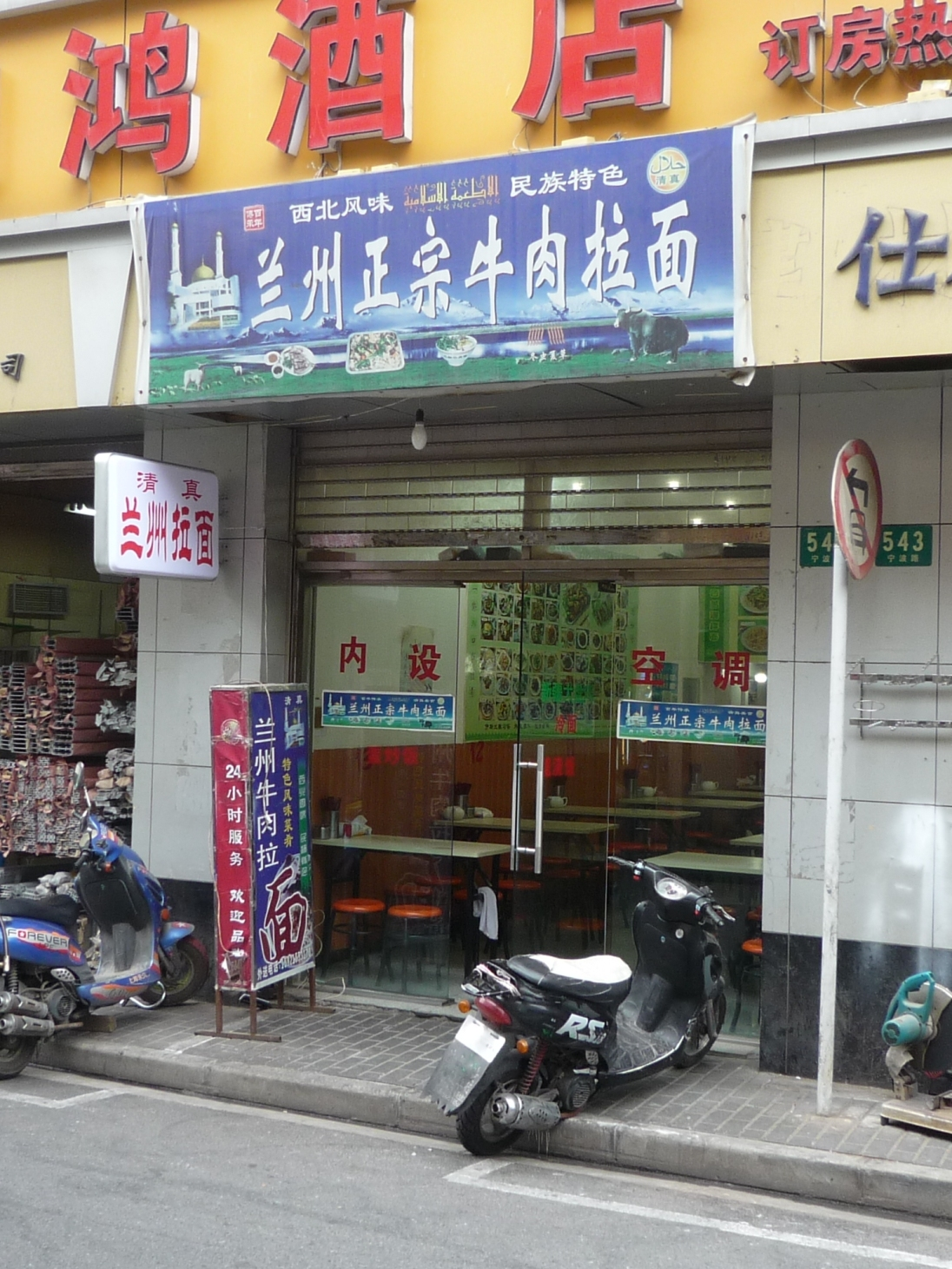
蘭州拉麺のチェーン店（写真は上海市のもの）

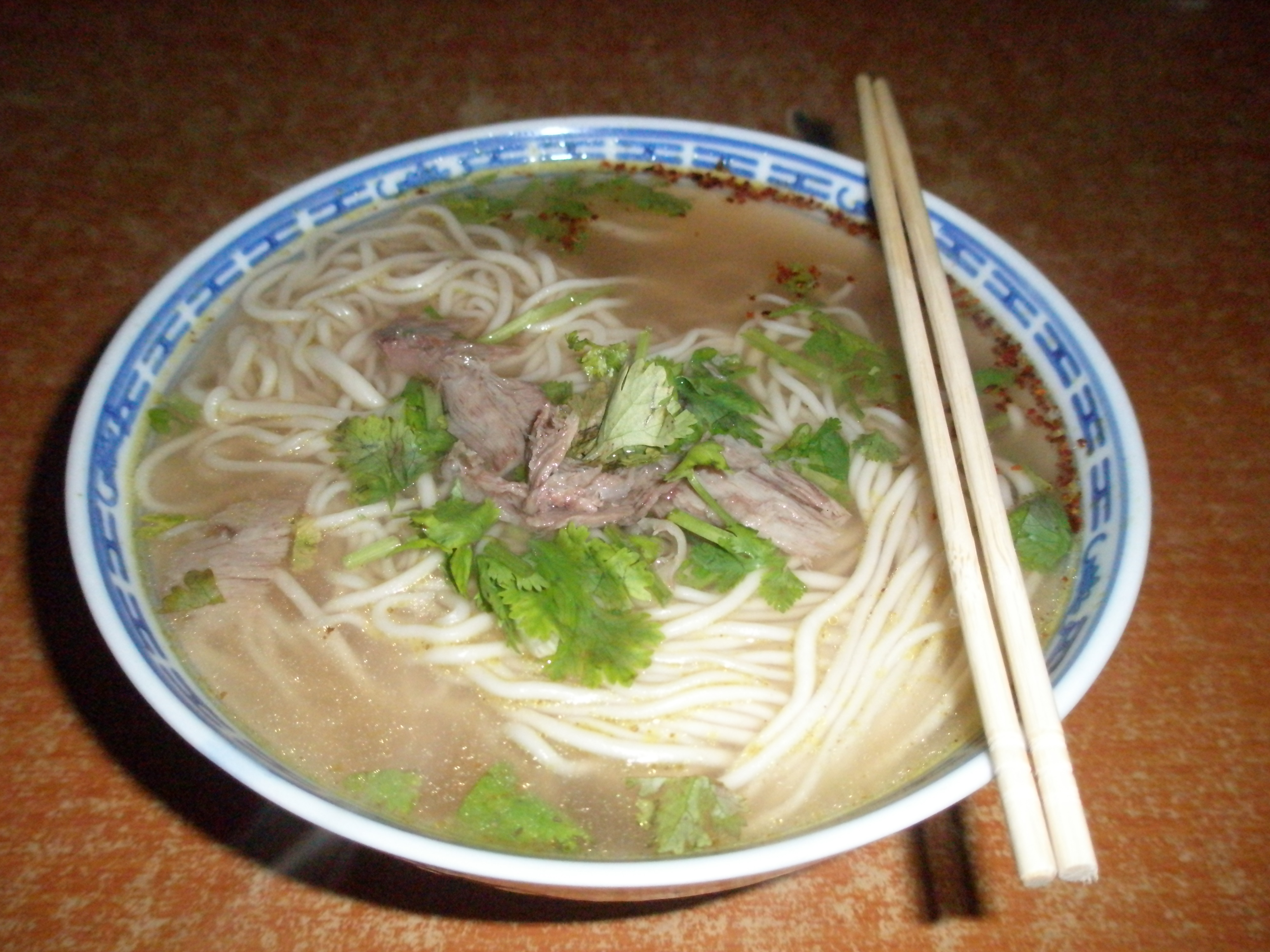
蘭州拉麺（蘭州以外で食されるタイプ）

蘭州拉麺（らんしゅうラーメン、中国語: 兰州牛肉面）は、牛肉のスープに、手打ちで伸ばして茹でた麺を入れた料理。
中国において「ラーメン」といった場合は、蘭州拉麺を指すほどに普及している。

## 概要
麺は蓬灰（ポンフゥイ）から作った天然鹹水又はかん水を使用したコシのある麺を使用し、コシのない柔らかい麺を使用することが多い中国の他の麺とは一線を画している、麺の太さは素麺ほどの細いものから幅5センチメートル以上の平打ち太麺までさまざまである。
スープの薬味にはコリアンダー（香菜）などが使用される。蘭州など甘粛省で提供されるものは、スープの上に香辛料を加えた辛い油を加えるため、スープの表面が真っ赤になっていることが多い。それに対して他地域で提供されるものは香辛油を掛けないことも多く、スープそのものの色が見えていることが多い。
清真料理のひとつであり、一般に中華料理で多く使用される豚は一切利用しない。
蘭州市内には 3,000 軒以上の蘭州牛肉麺を出す店が存在しており、通りによっては飲食店の半分以上が蘭州牛肉麺を出す店であることもある。現在では中国全土で蘭州拉麵を出す店を見ることができる。蘭州では牛肉麺と呼ぶ。牛肉拉麺と呼ぶことも多い。店頭の目立つ場所で麺を手で伸ばすところを見せる店舗も多い。
中国政府の一帯一路構想の後押しで積極的に海外にも輸出されている。

## 特徴
蘭州拉麺の特徴は「一清二白三紅四緑」と言い表されている。
一清
スープが澄んだ清湯である。
二白
「麺が白い」「ダイコンを入れる」の2つの説がある。
三紅
唐辛子油の色を指す。
四緑
麺に乗せる香菜を指す。
ここに「五黄」と続くことがあり、これは「かん水を用いた麺の色」を表し、この場合は「二白」はダイコンの意味となる。

## 歴史
清の光緒年間（1875年 - 1908年）に回族の馬保子が考案したとされる。牛肉麺そのものは、もう少し古くからある。
蘭州以外で蘭州拉麺が食されるようになったのは、1990年代以降となる。
なお、中国で蘭州拉麺店は数多くあるが、経営者は蘭州市出身ではなく、隣接する青海省化隆回族自治県や周辺地域からの出稼ぎも多く、回族資本ではない蘭州拉麺店もある。
2020年には、蘭州市に蘭州牛肉麺博物館が開館した。蘭州牛肉麺博物館では、「最初の牛肉麺店が開店した年」を中華民国元年（1912年）としており、館内に店舗を再現すると共に、薪かまどや碾き臼、青い花模様の陶器碗、酢入れや牛肉麺を作る時の調味料などの展示を行っている。